# Verwaltungsgemeinschaft Burkhardtsdorf
Die Verwaltungsgemeinschaft Burkhardtsdorf ist eine Verwaltungsgemeinschaft im Erzgebirgskreis im Freistaat Sachsen.

## Geographie
Die B 180 und die Bahnstrecke Chemnitz-Aue führen nördlich der Verwaltungsgemeinschaft durch das Tal der Zwönitz. Die B 95 verläuft etwas östlich des Gebietes. Die A 72 verläuft westlich der Gemeinde. Diese ist über die Anschlüsse Stollberg-Nord und Stollberg-West ca. 10 km zu erreichen. Das Gebiet  liegt im Mittleren Erzgebirge, ca. 20 km südlich von Chemnitz und 15 km östlich der ehemaligen Kreisstadt Stollberg/Erzgeb. Die Höhen im Gemeinschaftsgebiet erreichen über 600 m ü. NN.

## Geschichte
Die Verwaltungsgemeinschaft ist am 21. März 2008 gegründet worden. Sie entstand nach der Auflösung der Verwaltungsgemeinschaft Auerbach.

## Mitgliedsgemeinden
Die Verwaltungsgemeinschaft setzt sich derzeit aus drei Gemeinden zusammen:
- Auerbach
- Burkhardtsdorf mit den Ortsteilen Burkhardtsdorf, Eibenberg mit Neu-Eibenberg, Kemtau und Meinersdorf
- Gornsdorf